# Сковгор, Йоаким
Йоаким Фредерик Сковгор (дат. Joakim Frederik Skovgaard) (18 ноября 1856, Копенгаген – 9 марта 1933) – датский художник. Известен, прежде всего, благодаря фрескам, украшающими Собора Виборга.

## Биография

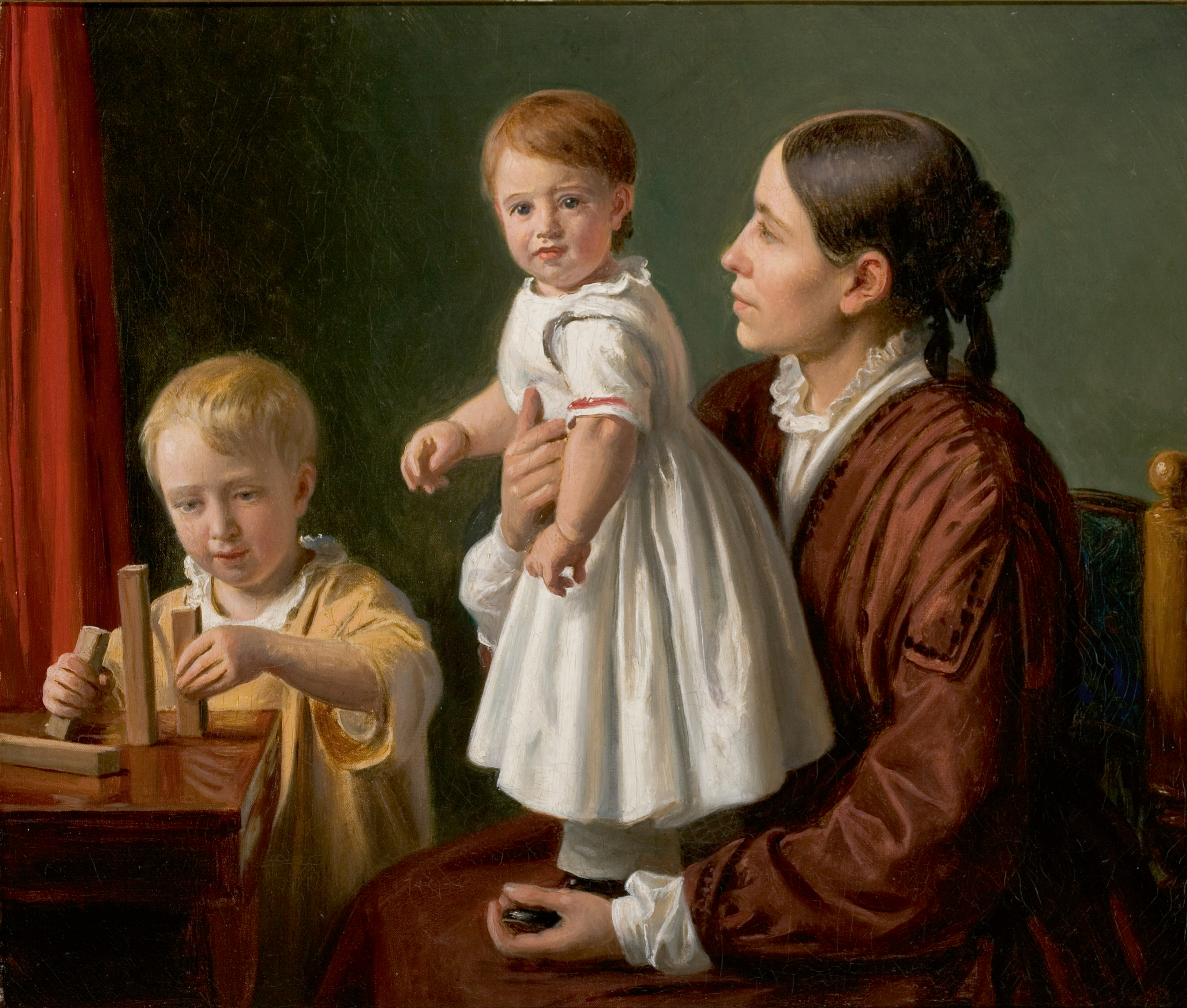
Константин Хансен. Портрет Джорджии Сковгор с сыновьями Йоакимом (старший) и Нильсом (младший), ок. 1860

Родился в Копенгагене в семье художника-пейзажиста Петера Кристиана Сковгора. Отец с ранних лет обучал Йоакима живописи, в традиции датского «золотого века». Йоаким тесно общался с Николаем Грундтвигом — видной фигурой в общественной жизни Дании тех лет. С 1871 по 1876 году проходил обучение в Датской королевской академии искусств, затем, с 1880-1881 годах посещал школу Леона Бонна в Париже, где испытал влияние реализма. 
В 1880-х годах путешествовал по Италии и Греции, где его сопровождал художник Кристиан Сартман, прививший Сковгору интерес к символизму. В Риме на него повлиял импрессионистский подход к живописи Теодора Филипсена.
В 1891 году Сковгор стал одним из соучредителей художественной выставки Den Frie Udstilling, где впоследствии выставлялся. С 1884 года он пробовал себя в декорировании керамики, что можно увидеть в его блюде «Ева со змеей». Он часто изображал животных и позже опыт с керамикой привел его к скульптуре. Сковгаард сотрудничал с датским архитектором и скульптором Майклом Готлибом Биндесбёллем. 
С 1885 года Сковгор все чаще обращался к библейской тематике в своих картинах («Христос, плывущий по течению в раю», 1890 и «Христос и сон», 1894). На создание фресок в Виборгском соборе ушло пять лет (1901–1906), хотя у Сковгора было несколько помощников. Фрески, выполненные с оглядкой на традиции средневекового искусства, представляют основные библейские сюжеты из Ветхого и Нового Заветов. Позднее Сковгор заново расписал потолок церкви (1912–1913).

## Галерея

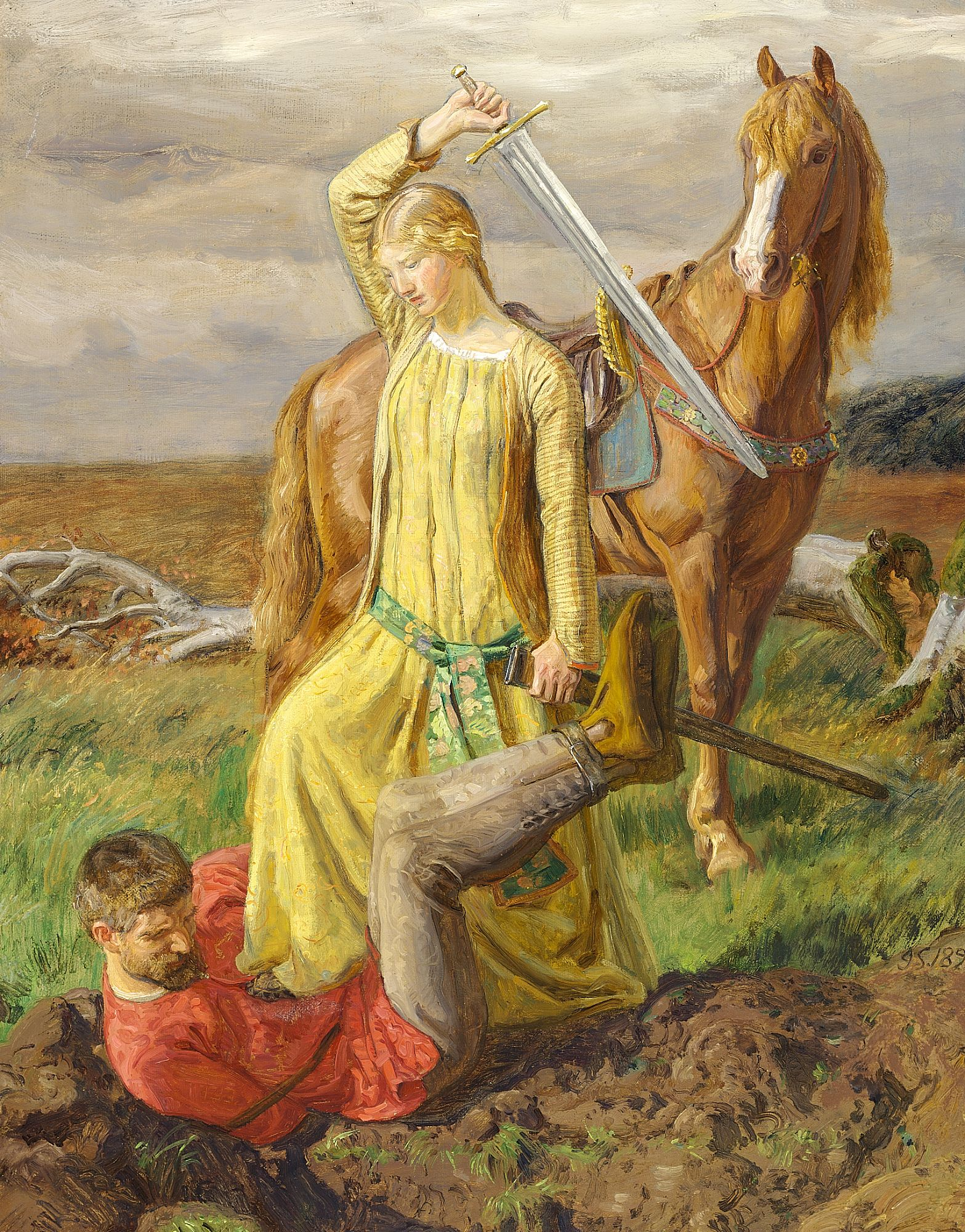
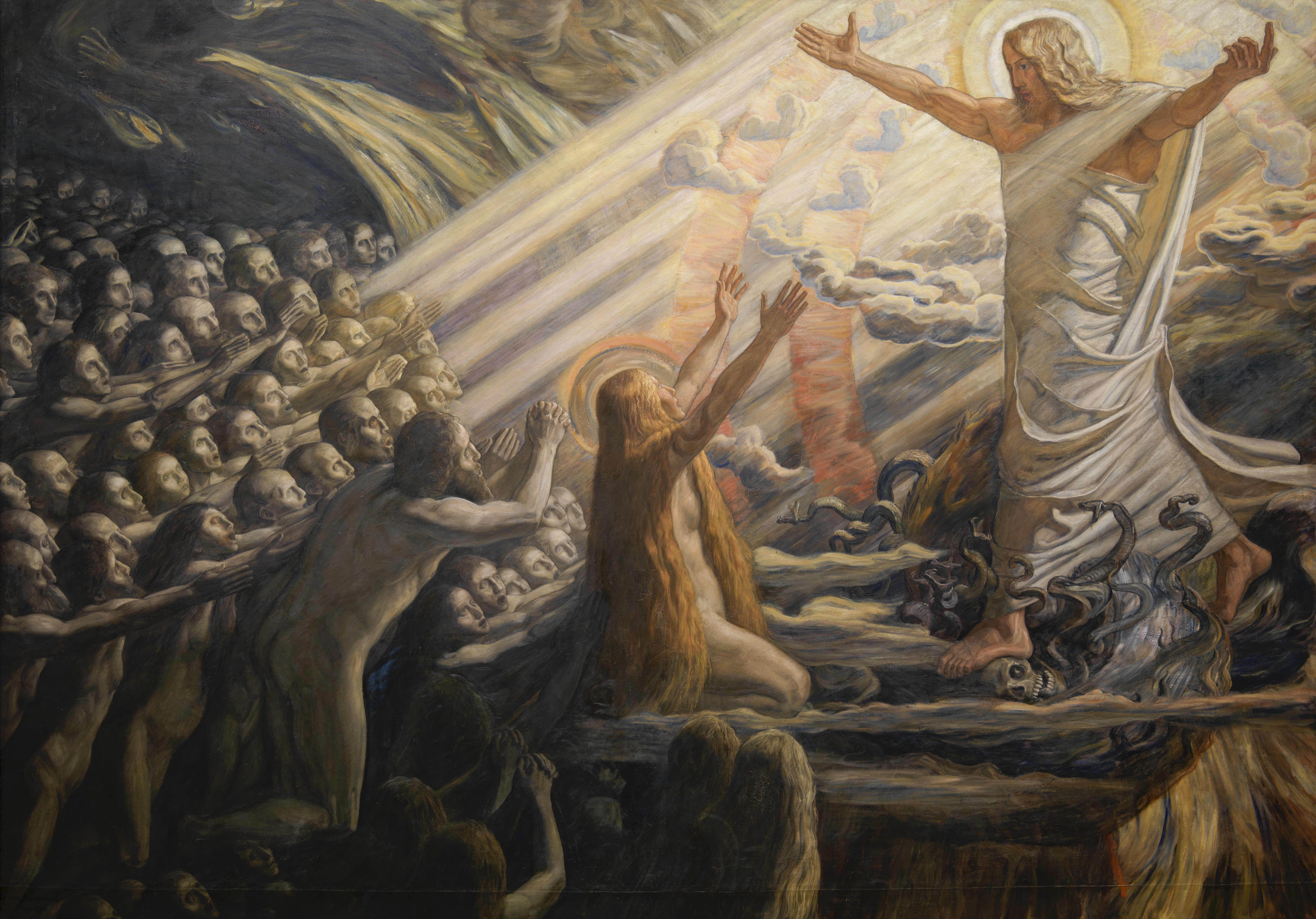
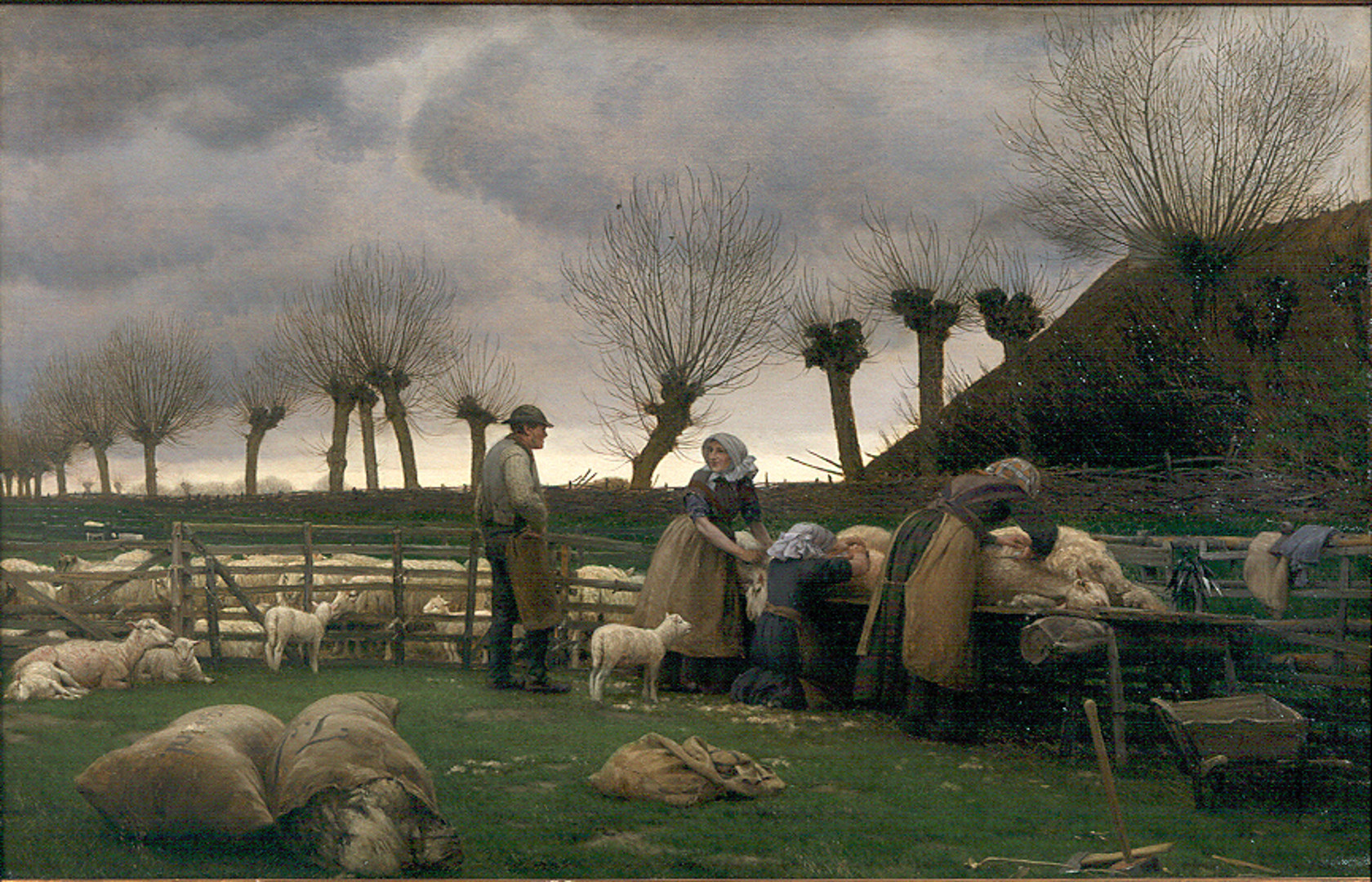
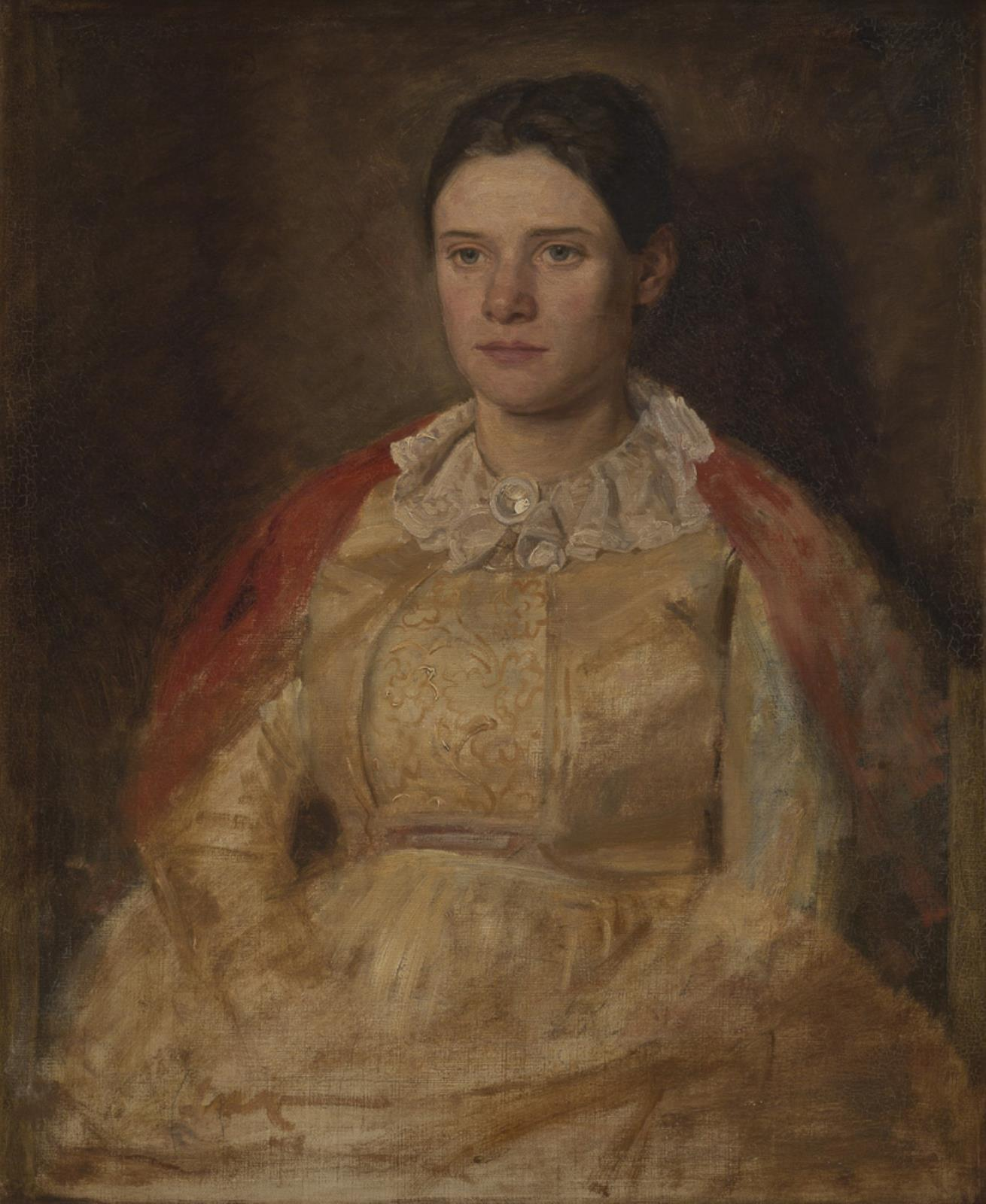